# Calomys boliviae
Calomys boliviae é uma espécie de cricetídeo da tribo Phyllotini (Sigmodontinae), com distribuição restrita à Argentina e Bolívia.